# Paradosso teologico
Un paradosso teologico è un tipo di paradosso relativo a una data teologia, che individua o tenta di individuare una incongruità circa le asserzioni da essa formulate. I paradossi possono vertere sia sugli attributi divini sia sulle verità dogmatiche di quella determinata religione, ma possono a loro volta appartenere anche ad altre categorie di paradossi, come quelli filosofici.
L'applicazione più frequente di questi paradossi è atta a evidenziare le possibili incongruità logiche dell'impianto dogmatico, per porre dubbi sulla divinità oggetto di fede o mettere in crisi le convinzioni religiose; premessa maggiore affinché tali paradossi trovino fondamento è che tale impianto teologico si rifaccia alle leggi della logica.

## Paradosso dell'onnipotenza
- Enunciato: essendo Dio onnipotente, può fare ogni cosa.
- Paradosso: può Dio creare qualcosa su cui non ha potere?

Sia che si risponda sì alla domanda, sia che si risponda no, si dimostrerebbe che Dio non è onnipotente, o perché non è in grado di creare un simile oggetto, o perché non è in grado di intervenire su di esso.
Questo paradosso vuole mostrare la contraddittorietà della qualità "onnipotenza" attribuita a Dio.

### Possibili confutazioni

#### Distinzione volontà-potenza
Secondo questa confutazione, essendo Dio dotato di propria volontà e potendo tutto, può anche decidere di autolimitarsi (come fa, per esempio, permettendo il libero arbitrio). Quindi Dio potrebbe creare qualcosa e poi porre dei limiti alla propria onniscienza e onnipotenza, come appunto accade con il libero arbitrio umano: pur essendo onnipotente Dio limita sé stesso per attribuire responsabilità e libertà ai singoli. Ma se Dio limitasse se stesso, allora questo limite dipende solo dalla sua volontà. 
Potendo però, a sua discrezione, decidere di tornare a intervenire su quell'oggetto, Dio non smetterebbe mai di esercitare potere su di esso. Infatti il potere presuppone la possibilità di non esercitarlo. E quindi Dio sarebbe impossibilitato a creare un oggetto su cui non ha potere.
Oppure Dio può creare un oggetto su cui non ha potere, ma questo non annullerebbe il suo potere infinito e quindi potrebbe volere di riavere potere su quel oggetto. Questo però risulta contraddittorio perché se Dio potesse decidere di riavere potere su quell'oggetto allora non avrebbe creato un oggetto sul quale non può esercitare potere. Infatti è nella definizione stessa di potere che si possa decidere di esercitarlo o meno.
Questa confutazione pertanto è criticabile per una mancata distinzione tra volontà e potenza.

## Paradosso dell'onniscienza
- Enunciato: in quanto onnisciente Dio conosce ogni cosa.
- Paradosso: può Dio sapere qualcosa di cui stabilisce che non si possa sapere nulla?

Supponiamo, infatti, che esista un insieme non vuoto "V" di tutte le possibili verità. Per ogni sottoinsieme S di V, e per un fissato elemento v di V, una delle due seguenti affermazioni deve essere vera:
- L'elemento v appartiene a S.
- L'elemento v non appartiene a S.

Dunque, per ogni sottoinsieme S di V abbiamo definito una verità (la quale afferma appunto che v appartiene - oppure non appartiene - a S). Evidentemente, la famiglia di tutte queste verità è in corrispondenza biunivoca con l'insieme delle parti di V, e pertanto ne ha la stessa cardinalità. Inoltre, in quanto appunto costituita di verità, questa famiglia dovrebbe essere contenuta in V (poiché tale insieme per definizione contiene tutte le verità). Tuttavia, un noto risultato della teoria degli insiemi asserisce che l'insieme delle parti di un qualunque insieme V ha sempre cardinalità strettamente maggiore a quella di V. Ne segue in particolare che pure la famiglia di verità appena costruita avrà cardinalità maggiore di V, e dunque non potrà essere contenuta in esso. Perciò "V" non può essere l'insieme di tutte le verità.
In modo analogo al precedente paradosso, il paradosso dell'onniscienza mostra la non-consistenza di un'attribuzione fondamentale di Dio.

### Possibili confutazioni
In termini matematici, l'ente di tutte le verità non è propriamente un insieme, nel senso che per esso non sono validi gli assiomi di Zermelo - Fraenkel. Questo paradosso, dunque, non fornirebbe una contraddizione, bensì la dimostrazione del fatto che l'oggetto formato da tutte le verità non è un insieme ma una classe propria.
Essendo onnisciente Dio conosce quali sono le influenze sul futuro di certe decisioni, ma è l'uomo (a cui il futuro stesso è affidato) che le crea, decidendo quello che accadrà; Dio già conosce quali saranno i prodotti delle scelte sbagliate o meno della persona, ma non interviene, rispettando il libero arbitrio umano, perché solo nella libertà si ha la pienezza della scelta.

### Confutazione della confutazione
Nelle confutazioni citate non viene specificata l'identità della divinità presa in considerazione e sue relative caratteristiche. Nel caso di una divinità che sia ad un tempo:
1) Creatrice
2) Onnisciente
il libero esercizio di un qualsivoglia arbitrio umano viene palesemente negato in quanto ciò che Dio conosce coincide esattamente con ciò che Dio vuole per il solo fatto di creare. Qualsiasi evento prodotto dal suo "creato" non è quindi semplicemente "conosciuto" ma anche inequivocabilmente voluto in quanto manifestazione esplicita della volontà creatrice. La descrizione di una divinità creatrice che conosce ma non interviene è pertanto un'affermazione falsa in quanto l'intervento divino è il creato stesso con tutti i suoi eventi (e sotto-eventi) incluse le manifestazioni umane.

## Paradosso dell'onnipotenza unita all'onniscienza
- Enunciato: in quanto onnipotente, Dio può fare ogni cosa, e in quanto onnisciente Dio conosce ogni cosa.
- Paradosso: può Dio fare qualcosa di diverso da quello che già sa che farà?

In quanto onnisciente, Dio conosce il futuro, quindi sa quale azione compirà, per esempio, tra mille anni. Raggiunto quel momento, Dio non può decidere di non fare quella azione o di compierne un'altra differente, quindi non è onnipotente.
Questo paradosso vuole confutare la possibilità di un intervento arbitrario sull'universo, tramite l'onnipotenza, di un dio che sia dotato anche dell'onniscienza.

### Possibili confutazioni
Dio non rispetta la logica né le leggi della fisica. Questo implicherebbe però che nemmeno il credo religioso rispetta la logica ed è perciò produttivo di paradossi. Dunque l'argomentazione che Dio non rispetta la logica non può essere una confutazione rigorosa dal punto di vista logico. In altre parole, Dio può non rispettare la logica ma una confutazione logica di un paradosso logico non può non rispettare la logica.

## Paradosso del Bene e del Male
- Enunciato: Essendo Dio "infinitamente buono" o puro bene, non potrà mai causare o essere il male; essendo Dio "onnipresente" è presente in ogni cosa, in ogni momento, e in ogni luogo; essendo Dio "onnipotente" può vincere contro ogni forza antagonista.
- Paradosso: Assumendo l'esistenza del male in senso cristiano, o Dio non è onnipresente (altrimenti il maligno sarebbe una sua parte), o Dio non è onnipotente (in quanto il maligno esiste senza che sia sconfitto), o Dio non è infinitamente buono (poiché il maligno sarebbe una creazione di Dio o ne permette comunque l'esistenza).

L'argomento del paradosso costituisce l'oggetto della disciplina teologica tradizionale chiamata teodicea.
Il paradosso - o questione dell'esistenza del Male - si può enunciare anche come la contraddizione stretta tra due soli principi: quello di onnipotenza e di bontà di Dio, senza attribuire rilevanza alla questione dell'"onnipresenza". In tal caso la contraddizione ha solo due termini. Il diavolo (o il male) e Dio vengono così presi in considerazione solo in quanto "princìpi causali" indipendentemente da altre loro eventuali caratteristiche.
In quest'ultimo caso le considerazioni o confutazioni centrate sulla questione della "onnipresenza" non sono valide.
Una proposta di confutazione comune di questo paradosso riguarda la definizione del "male". È la questione che occupa più di frequente il dibattito teologico. L'obiezione più frequente è che il male è legato al "libero arbitrio" e non sarebbe possibile senza questo. Il libero arbitrio sarebbe la proprietà per cui la volontà di certe creature dipende solo da sé stessa, e non da Dio. È facile riconoscere in questa idea una riformulazione del paradosso stesso piuttosto che una effettiva risposta. In senso logico causale, infatti: 
1. Ha senso affermare che una cosa, benché creata da Dio, in nessun modo dipende da Dio?
2. Il fatto di creare un essere dotato di capacità intrinseca di fare il male, e che quindi potrebbe dannarsi, non è già di per sé un'azione malvagia, in quanto deliberatamente pericolosa?
3. L'essere a conoscenza in anticipo di ogni azione che verrà compiuta nel presente e nel futuro dall'uomo, incluse le azioni malvagie e le conseguenze, non dovrebbe spingere un essere infinitamente buono come Dio a collocare direttamente tale essere in Paradiso o all'Inferno, piuttosto che fargli attraversare un'esistenza - eventualmente malvagia e/o dolorosa - già nota?

In generale: il libero arbitrio è il concetto che viene più spesso portato a confutazione del paradosso, ma questo stesso concetto è opinabile e a sua volta paradossale. L'idea che il "libero arbitrio" esista, o che la sua eventuale esistenza sia "buona", costituiscono assiomi indimostrabili, e non sono pertanto accettati da tutti.
Infine, si osserva che la definizione di "male" dovrebbe essere consistente con la pratica (per esempio, tutti cercano di curare le malattie o di difendersi dalle catastrofi naturali, e non considerano "male" solo le azioni prodotte da esseri umani) perciò è comunque opinabile dare una definizione di "male" che racchiude solo cose generate dal libero arbitrio, tralasciando per esempio il caso o la natura, che si assume creata da Dio stesso, e mantenere allo stesso tempo una coerenza logica di discorso.

### Possibili confutazioni
- Relative all'onnipresenza di Dio. L'onnipresenza di Dio non limita la sua dimensione all'universo: un dio potrebbe esistere in un numero maggiore di dimensioni spaziali rispetto all'universo e quindi essere onnipresente senza che il Diavolo ne sia una sua parte.[2] Inoltre non in tutte le religioni Dio è considerato onnipresente; ad esempio nel cristianesimo Dio è inteso come omni-agente, ma non onnipresente: ciò che Dio ha creato, ad esempio, non è considerato una sua "parte".
- Relative all'esistenza o definizione di male. Un altro problema del paradosso è la definizione di male: supponendo come definizione di male morale il risultato delle azioni delle creature (comprendendo sia l'uomo che il Diavolo) dirette contro Dio, allora Dio non è responsabile del male morale, bensì lo sono le sue creature. Se il male morale non è "creato da Dio", ma manifestato da esseri dotati di libero arbitrio, il paradosso non è più tale.
- Il male è permesso da Dio in quanto avendo dotato l'uomo di libero arbitrio nella possibilità di scelta al bene deve per forza esserci, in modo reale, il suo opposto, infatti non esiste scelta cosciente e piena senza l'alternativa concreta.[3] Il Divino ha scelto di affidare il compito di "gestire" il male, al diavolo, angelo decaduto per la sua decisione di rivoltarsi a Dio. Bene e male derivano quindi dalle scelte umane. Dio è onnipotente ma per rispettare l'autonomia decisionale non interviene, avendo appunto lasciato la piena libertà di scelta: è l'uomo che dunque decide dove indirizzare il futuro, che gli è stato consegnato.[4] Dio poi ha dato tutte le istruzioni all'uomo per poter scegliere in modo giusto e corretto, ma la scelta deve essere appunto libera e Dio, essendo onnisciente, conosce già in quale direzione portano le conseguenze delle diverse scelte umane.[5] Infine non si può pensare al male come semplice conoscenza senza l'esistenza effettiva del male stesso: se non ci fosse una concreta possibilità di scelta non ci sarebbe nemmeno l'esercizio pieno e completo della propria libertà. In quest'ottica, la libertà dell'uomo avrebbe un'importanza superiore al perseguimento unico del bene.

#### Relative controargomentazioni proposte
- In merito al problema dell'onnipresenza, si può obiettare che il Diavolo non può comunque esistere in una dimensione in cui Dio è assente, essendo Dio presente in tutte le dimensioni. Inoltre il Catechismo di Pio X afferma che Dio è in cielo, in terra e in ogni luogo.
- Per quanto detto nei paragrafi precedenti, il concetto di "libero arbitrio" come risposta al problema del male è a sua volta un paradosso, dal momento che l'onnipotenza è troppo "forte" come principio logico-causale, mentre la condizione di "libertà" di un'altra creatura è vista come contraddittoria.
- Dio, essendo onnipotente in senso assoluto, avrebbe potuto lasciare la possibilità di conoscenza e scelta del bene anche in assoluta assenza del male: che umanamente si possa conoscere e definire un fenomeno solo conoscendo il suo opposto è stata una scelta di Dio. Chi contesta questa argomentazione sostiene che in realtà questa sarebbe appunto solo una semplice "conoscenza" del bene e non una "libera scelta", mentre per scegliere in modo libero e cosciente ci deve essere l'alternativa, l'opposto e non la semplice conoscenza di solo una delle due alternative quindi per lasciare il libero arbitrio all'uomo, per cui essi concludono che Dio non aveva altra scelta che permettere il male. La condizione di chi non ha altra scelta che permettere il male è in aperta contraddizione con l'onnipotenza, perché quest'ultima implica sempre la capacità di esercitare o meno il potere.

## Paradosso della salvezza
- Enunciato: San Paolo nella Lettera ai Romani scriveva "Il giusto sarà salvato per la sua fede". Questa frase, secondo la Chiesa, specifica che l'uomo può salvarsi e raggiungere la salvezza grazie alle buone opere compiute in vita, il Giudizio Universale sarà il momento in cui Dio assegnerà grazia o dannazione a seconda delle gesta.
- Paradosso: Se la salvezza del soggetto dipende dalla possibilità di scegliere autonomamente se essere dannato o no (scegliendo di compiere opere di bene), Dio non avrebbe alcuna possibilità di esercitare la sua potenza sugli uomini e gli uomini stessi sarebbero padroni esclusivi del proprio destino grazie al libero arbitrio. Tutto ciò ridurrebbe Dio a mero esecutore di una Legge superiore, ma nessuna forza o legge dovrebbe esser superiore a Dio, a meno che egli sia non onnipotente.

### Possibili confutazioni
Un dio che esista in due dimensioni temporali può essere a conoscenza di ciò che ciascuno farà e portarsi ovunque nella nostra linea temporale per raggiungere i propri scopi. Il completo libero arbitrio e la completa predestinazione è possibile in due dimensioni temporali, benché questo concetto possa essere di difficile comprensione. Questo però implica che in una delle due dimensioni Dio non è onnipotente, e il che contraddice il principio dell'onnipotenza.
In realtà tale paradosso, secondo i suoi detrattori, nascerebbe principalmente da un'erronea interpretazione del passo citato. Lo stesso San Paolo scrive nella Lettera ai Romani (3, 23-24): Tutti hanno peccato e sono privi della gloria di Dio, ma sono giustificati gratuitamente per la sua grazia, in virtù della redenzione realizzata da Gesù Cristo. Questo passo potrebbe far pensare che tutti gli uomini saranno salvati, come ipotizzato da Hans Urs von Balthasar e Karl Rahner. La concezione di salvezza della Chiesa, a partire dalle lettere di San Paolo, non dipende dalle opere, infatti in virtù delle opere della legge nessun uomo sarà giustificato davanti a lui (Rm 3, 20), ma viene concessa gratuitamente, e sta al libero arbitrio dell'uomo accettarla o respingerla.
Martin Lutero risolse questo paradosso affermando la predestinazione assoluta e l'inesistenza del libero arbitrio. Comunque non è assolutamente detto che Dio, avendo lasciato il libero arbitrio, diventi il freddo esecutore di una legge "superiore a lui stesso", dal momento che quella legge è stata decisa da lui medesimo. In effetti la formulazione stessa del paradosso non sembra in questo senso molto chiara. Piuttosto l'esistenza del libero arbitrio può mettere in luce la mancata onnipotenza di Dio, che così decide volontariamente di non influire sulle azioni umane.